# Dusun Dalam (Bathin Viii)
Dusun Dalam is een bestuurslaag in het regentschap Sarolangun van de provincie Jambi, Indonesië. Dusun Dalam telt 1645 inwoners (volkstelling 2010).